# Club de Foot Montréal 2022
Questa voce raccoglie le informazioni riguardanti il Club de Foot Montréal nelle competizioni ufficiali della stagione 2022.

## Rosa 2022
Di seguito la rosa del Club de Foot Montréal aggiornata al 18 febbraio 2022.
| N. |                         | Ruolo | Calciatore              |
| -- | ----------------------- | ----- | ----------------------- |
| 1  | Canada (bandiera)       | P     | Sebastian Breza         |
| 2  | Kenya (bandiera)        | C     | Victor Wanyama          |
| 3  | Canada (bandiera)       | D     | Kamal Miller            |
| 4  | Francia (bandiera)      | D     | Rudy Camacho            |
| 5  | Italia (bandiera)       | D     | Gabriele Corbo          |
| 6  | Canada (bandiera)       | C     | Samuel Piette           |
| 7  | Egitto (bandiera)       | A     | Ahmed Hamdi             |
| 8  | Stati Uniti (bandiera)  | C     | Djordje Mihailović      |
| 9  | Norvegia (bandiera)     | A     | Bjørn Johnsen           |
| 11 | Argentina (bandiera)    | C     | Matko Miljevic          |
| 13 | Stati Uniti (bandiera)  | A     | Mason Toye              |
| 14 | Nigeria (bandiera)      | A     | Sunusi Ibrahim          |
| 15 | Canada (bandiera)       | D     | Zachary Brault-Guillard |
| 16 | Canada (bandiera)       | D     | Joel Waterman           |
| 17 | RD del Congo (bandiera) | A     | Jojea Kwizera           |
| 18 | Argentina (bandiera)    | A     | Joaquín Torres          |
| 19 | Canada (bandiera)       | D     | Zorhan Bassong          |

| N. |                         | Ruolo | Calciatore          |
| -- | ----------------------- | ----- | ------------------- |
| 21 | Finlandia (bandiera)    | C     | Lassi Lappalainen   |
| 22 | Canada (bandiera)       | D     | Alistair Johnston   |
| 23 | Sierra Leone (bandiera) | A     | Kei Kamara          |
| 24 | Canada (bandiera)       | D     | Karifa Yao          |
| 25 | Stati Uniti (bandiera)  | P     | Logan Ketterer      |
| 26 | Islanda (bandiera)      | D     | Róbert Thorkelsson  |
| 27 | Canada (bandiera)       | C     | Ismaël Koné         |
| 29 | Canada (bandiera)       | C     | Mathieu Choinière   |
| 30 | Honduras (bandiera)     | A     | Romell Quioto       |
| 33 | Canada (bandiera)       | D     | Keesean Ferdinand   |
| 34 | Canada (bandiera)       | C     | Thomas Girlado      |
| 35 | Canada (bandiera)       | C     | Jean-Aniel Assi     |
| 36 | Canada (bandiera)       | C     | Nathan-Dylan Saliba |
| 38 | Canada (bandiera)       | C     | Rida Zouhir         |
| 40 | Canada (bandiera)       | P     | Jonathan Sirois     |
| 41 | Canada (bandiera)       | P     | James Pantemis      |

## Staff tecnico
Di seguito lo staff tecnico del CF Montréal aggiornato al 7 luglio 2020.
- Olivier Renard - Direttore sportivo
- Patrick Leduc - Direttore dell'Académie
- Wilfried Nancy - Allenatore
- Kwame Ampadu - Allenatore in seconda
- Laurent Ciman - Allenatore in seconda
- Jason Di Tullio - Allenatore in seconda (fino al 29 luglio)
- Francesco Morara - Allenatore in seconda (dal 29 luglio)
- Romuald Peiser - Allenatore dei portieri
- Jules Gueguen - Preparatore atletico

## Calciomercato

### Sessione invernale
| Acquisti | Acquisti          | Acquisti          | Acquisti   |
| R.       | Nome              | da                | Modalità   |
| -------- | ----------------- | ----------------- | ---------- |
| P        | Sebastian Breza   | Bologna           | prestito   |
| P        | Logan Ketterer    | Portland Timbers  | definitivo |
| C        | Gabriele Corbo    | Bologna           | prestito   |
| D        | Alistair Johnston | Nashville         | definitivo |
| C        | Ahmed Hamdi       | El-Gouna          | definitivo |
| A        | Joaquín Torres    | Newell's Old Boys | definitivo |
| A        | Lassi Lappalainen | Bologna           | definitivo |
| A        | Kei Kamara        |                   | definitivo |

| Cessioni | Cessioni       | Cessioni | Cessioni   |
| R.       | Nome           | a        | Modalità   |
| -------- | -------------- | -------- | ---------- |
| D        | Aljaz Struna   |          | svincolato |
| D        | Clément Bayiha | HamKam   | definitivo |
| D        | Mustafa Kizza  |          | svincolato |
| C        | Ballou Tabla   |          | svincolato |
| C        | Emanuel Maciel | Aldosivi | definitivo |

### A stagione in corso
| Acquisti | Acquisti      | Acquisti | Acquisti |
| R.       | Nome          | da       | Modalità |
| -------- | ------------- | -------- | -------- |
| A        | Jojea Kwizera |          | Draft    |

| Cessioni | Cessioni           | Cessioni   | Cessioni   |
| R.       | Nome               | a          | Modalità   |
| -------- | ------------------ | ---------- | ---------- |
| P        | Jonathan Sirois    | Valour     | prestito   |
| D        | Sea Rea            | Valour     | prestito   |
| D        | Karifa Yao         | Cavalry    | prestito   |
| C        | Jean-Aniel Assi    | Cavalry    | prestito   |
| A        | Djordje Mihailović | AZ Alkmaar | definitivo |

## Risultati

### MLS
La MLS non adotta il sistema a due gironi, uno di andata e uno di ritorno, tipico in Europa per i campionati di calcio, ma un calendario di tipo sbilanciato. Nel 2022 il New York Red Bulls disputa due gare (andata e ritorno) contro sette squadre della propria conference, tre gare contro le altre sei squadre della propria conference, più due gare con altrettante squadre della Western conference.
| Arbitro: | M. de Oliveira |

|                     |           |  |
| Pato 49’ Michel 49’ | Marcatori |  |

| Arbitro: | D. Fischer |

|                 |           |                       |
| Lappalainen 32’ | Marcatori | 53’ Bedoya 56’ Gazdag |

| Arbitro: | A. Villarreal |

|                                                      |           |                     |
| Callens 7’ Rodríguez 20’ T. Magno 64’ T. Andrade 83’ | Marcatori | 52’ Brault-Guillard |

| Arbitro: | C. Penso |

|                                        |           |                                           |
| Martinez 6’ T. Almada 85’ Lennon 90+2’ | Marcatori | 10’ Mihailović 37’ Koné 42’ (rig.) Quioto |

| Arbitro: | T. Penso |

|                                            |           |                                                    |
| Vázquez 12’ Johnston 20’ (aut.) Acosta 61’ | Marcatori | 17’, 41’ Mihailović 45+1’ Kamara 42’ (rig.) Torres |

| Arbitro: | G. Gonzalez |

|               |           |                        |
| Fernandez 14’ | Marcatori | 71’ Camacho 81’ Quioto |

| Arbitro: | N. Saghafi |

|                          |           |           |
| Mihailović 1’ Quioto 47’ | Marcatori | 65’ White |

| Arbitro: | L. Szpala |

|              |           |            |
| Carranza 21’ | Marcatori | 59’ Kamara |

| Arbitro: | A. Chilowicz |

|                      |           |            |
| Miller 4’ Torres 82’ | Marcatori | 51’ Moreno |

| Arbitro: | G. Gonzales |

|                                                            |           |                   |
| Waterman 21’ Mihailović 52’ Torres 81’ Brault-Guillard 84’ | Marcatori | 72’ João Moutinho |

| Arbitro: | S. Petrescu |

|  |           |                             |
|  | Marcatori | 45’ Mihailović 67’ Johnston |

| Arbitro: | J. Freemon |

|                      |           |            |
| Muyl 28’ Mukhtar 51’ | Marcatori | 55’ Kamara |

| Arbitro: | R. Touchan |

|               |           |                      |
| Mihailović 1’ | Marcatori | 54’ Glad 66’ Córdova |

| Arbitro: | F. Bazakos |

|                                                     |           |                             |
| Waterman 21’ Quioto 45+4’, 59’ (rig.) Choinière 46’ | Marcatori | 12’, 63’ Moreno 52’ Barreal |

| Arbitro: | T. Unkel |

|  |           |            |
|  | Marcatori | 67’ Urruti |

| Arbitro: | N. Saghafi |

|                         |           |           |
| Quioto 6’ Choinière 47’ | Marcatori | 9’ Corujo |

| Arbitro: | J. Dickerson |

|           |           |               |
| Morris 3’ | Marcatori | 18’, 62’ Toye |

| Arbitro: | T. Ford |

|                                                 |           |  |
| Chicharito 8’ Joveljić 45+4’ Raveloson 60’, 79’ | Marcatori |  |

| Arbitro: | I. Pekmic |

|            |           |                         |
| Quioto 13’ | Marcatori | 29’ Espinoza 63’ Walter |

| Arbitro: | T. Unkel |

|                        |           |  |
| Mc Naughton 69’ (aut.) | Marcatori |  |

| Arbitro: | R. Vazquez |

|              |           |                |
| Birnbaum 56’ | Marcatori | 1’, 35’ Quioto |

| Montreal 30 luglio 2022 22ª giornata | CF Montréal | 0 – 0 referto | New York City | Stade Saputo (19 619 spett.)\| Arbitro: \| R. Touchan \| |
| Arbitro:                             | R. Touchan  |               |               |                                                          |

| Arbitro: | Lukasz Szpala |

|               |           |                           |
| Zelarayán 14’ | Marcatori | 88’ Kamara 90+4’ Waterman |

| Arbitro: | K. Stott |

|                |           |                          |
| Quioto 5’, 21’ | Marcatori | 6’ Higuaín 79’ Rodríguez |

| Arbitro: | G. Gonzalez Jr. |

|                         |           |                                                |
| Ferreira 12’ Steres 36’ | Marcatori | 15’ (rig.) Quioto 28’ Johnston 69’ Lappalainen |

| Arbitro: | C. Penso |

|                                           |           |  |
| Kamara 26’ Quioto 39’, 55’ Miljevic 90+1’ | Marcatori |  |

| Arbitro: | M. Radchuk |

|  |           |                     |
|  | Marcatori | 19’ Koné 24’ Quioto |

| Arbitro: | V. Rivas |

|  |           |            |
|  | Marcatori | 43’ Morgan |

| Arbitro: | A. Chapman |

|                                   |           |                                                   |
| Bernardeschi 5’ Insigne 7’, 90+1’ | Marcatori | 19’ Miller 21’ Mihailović 43’ Kamara 54’ Johnston |

| Arbitro: | L. Szpala |

|                                   |           |                          |
| Wanyama 89’ Brault-Guillard 90+4’ | Marcatori | 66’ Mensah 68’ Zelarayán |

| Arbitro: | T. Unkel |

|                                     |           |                                |
| Kamara 21’, 29’ Brault-Guillard 44’ | Marcatori | 39’ (rig.), 57’ (rig.) Shaqiri |

| Arbitro: | R. Mendoza |

|  |           |              |
|  | Marcatori | 72’ Johnston |

| Arbitro: | R. Touchan |

|                  |           |  |
| Pines 41’ (aut.) | Marcatori |  |

| Arbitro: | J. Dickerson |

|                     |           |                                         |
| Waterman 86’ (aut.) | Marcatori | 5’ Mihailović 8’ Lappalainen 36’ Kamara |

#### Playoff
| Arbitro: | I. Elfath |

|                                  |           |  |
| Koné 68’ Mihailović 90+7’ (rig.) | Marcatori |  |

| Arbitro: | D. Fischer |

|                |           |                                                |
| Mihailović 85’ | Marcatori | 6’ Morález 45+3’ Héber 61’ (rig.) Talles Magno |

### Canadian Championship
| Arbitro: | P.L. Lauziere |

|                       |           |  |
| Ibrahim 14’, 22’, 49’ | Marcatori |  |

| Arbitro: | Y. Rudolf |

|                                          |           |  |
| Akinola 40’, 54’ Jiménez 75’ Pozuelo 78’ | Marcatori |  |

### Champions League
| Arbitro: | O. Nation |

|           |           |  |
| Ocejo 88’ | Marcatori |  |

| Arbitro: | J. Calderón |

|                                    |           |  |
| Quioto 10’ Mihailović 22’ Koné 61’ | Marcatori |  |

| Arbitro: | D. Parchment |

|            |           |  |
| Antuna 20’ | Marcatori |  |

| Arbitro: | K. Herrera |

|             |           |            |
| Camacho 79’ | Marcatori | 44’ Antuna |

## Statistiche

### Statistiche di squadra
| Competizione          | Punti | In casa | In casa | In casa | In casa | In casa | In casa | In trasferta | In trasferta | In trasferta | In trasferta | In trasferta | In trasferta | Totale | Totale | Totale | Totale | Totale | Totale | DR  |
| Competizione          | Punti | G       | V       | N       | P       | Gf      | Gs      | G            | V            | N            | P            | Gf           | Gs           | G      | V      | N      | P      | Gf     | Gs     | DR  |
| --------------------- | ----- | ------- | ------- | ------- | ------- | ------- | ------- | ------------ | ------------ | ------------ | ------------ | ------------ | ------------ | ------ | ------ | ------ | ------ | ------ | ------ | --- |
| Major League Soccer   | 65    | 17      | 9       | 3       | 5       | 30      | 22      | 17           | 11           | 2            | 4            | 33           | 30           | 34     | 20     | 5      | 9      | 63     | 50     | +13 |
| Play-off              | -     | 2       | 1       | 0       | 1       | 3       | 3       | 0            | 0            | 0            | 0            | 0            | 0            | 2      | 1      | 0      | 1      | 3      | 3      | 0   |
| Canadian Championship | -     | 1       | 1       | 0       | 0       | 3       | 0       | 1            | 0            | 0            | 1            | 0            | 4            | 2      | 1      | 0      | 1      | 3      | 4      | -1  |
| Champions League      | -     | 2       | 1       | 1       | 0       | 4       | 1       | 2            | 0            | 0            | 2            | 0            | 2            | 4      | 1      | 1      | 2      | 4      | 3      | +1  |
| Totale                | -     | 22      | 12      | 4       | 6       | 40      | 25      | 20           | 11           | 2            | 7            | 33           | 35           | 42     | 23     | 6      | 13     | 73     | 60     | +13 |